# Touria Chaoui
Touria Chaoui (in arabo ثريا الشاوي‎?; 14 dicembre 1936 – Marocco, 1º marzo 1956) è stata un'aviatrice marocchina.

## Biografia
Nacque a Fès nel 1936. Il padre Abdelwahed era giornalista d'avanguardia e regista teatrale. Nel 1948 la famiglia si trasferì a Casablanca.
Il padre la iscrisse alla scuola di aviazione di Tit Mellil nel 1950, anche se l'iscrizione venne contestata dalla scuola, tradizionalmente riservata a cittadini francesi e restia ad accettare marocchini, soprattutto se donne. Dopo un anno di studio, nel 1951, Chaoui ottenne la licenza di aviazione, all'età di 15 anni, divenendo la prima aviatrice marocchina e maghrebina.
Chaoui venne assassinata il 1º marzo 1956, all'età di 19 anni, da Ahmed Touil, leader di un'organizzazione segreta obiettiva all'omicidio di importanti personalità marocchine.